# Felipe de Hesse-Kassel (1604-1626)
Felipe de Hesse-Kassel (Kassel, 6 de diciembre de 1604-Lutter am Barenberge, 27 de agosto de 1626) fue un príncipe de la Casa de Hesse. (En el Grabrede de 1626 aparece como «Landgraf», aunque ya estaba al corriente de las razones del Landgraviato de Hesse-Rotenburg y por lo tanto, contrariamente a sus hermanos más jóvenes, ya no se convirtió en un landgrave).

## Biografía
Felipe fue el cuarto hijo del landgrave Mauricio de Hesse-Kassel y el más viejo del segundo matrimonio de su padre con Juliana de Nassau-Dillenburg. De su primer matrimonio, con Inés de Solms-Laubach, Mauricio había tenido una hija, así como tres hijos.
Felipe recibió, junto con su medio hermano de dos años Guillermo, un calvinista-humanista educado en Estrasburgo, Basilea, Zúrich y Genf (1614-1615), seguido por la escuela de corte fundada por su padre Collegium Mauritianum en Kassel. En un folleto, bajo la supervisión de los maestros, los hijos e hijas de Mauricio para su padre también recibieron varias obras latinas de Felipe.
Tras el estallido de la Guerra de los Treinta Años, recibió entrenamiento militar en La Haya en 1619, y luego participó en las campañas por la parte de las Provincias Unidas. En mayo de 1626 fue Obrist del regimiento de Hesse-Kassel a las órdenes de Cristián IV de Dinamarca. En la batalla de Lutter, en la que el ejército danés fue derrotado por Johann Tserclaes, conde de Tilly, resultó herido en la cara y atrapado. Tendría que haber sido liberado a cambio de un rescate, pero un imperial le pegó un tiro durante la disputa sobre la distribución del rescate. Un plano del campo de batalla del siglo XIX señala el lugar en el Hahausen, donde habría muerto. Tilly llevó su cuerpo a Kassel, donde fue enterrado en la iglesia de San Martín de Kassel.